# 溪洲 (嘉義縣)
溪洲，是臺灣嘉義縣義竹鄉的一個傳統地域名稱，位於該鄉北部。相較於今日行政區，其範圍大致為溪洲村不含西北端、西南部邊界地帶中段、中央地帶延伸至南部邊界、東南端、南部邊界地帶略偏東一小段，另外包括東榮村東部凸出部分的北端、東光村東北部邊界地帶。

## 歷史
台灣日治初期，溪洲地區為一街庄，稱為「溪洲庄」，隸屬於白鬚公潭堡。該庄昔日北與南勢竹庄、牛挑灣庄、龜佛山庄為鄰，東與下潭庄為鄰，南邊為東後藔庄、西後藔庄為界，西邊為菜舖廍庄、溪墘庄。
1901年（日治明治三十四年）11月11日，全台廢縣廳改設二十廳，該庄隸屬於鹽水港廳。1904年（明治三十七年）4月1日，該庄編入「東後藔區」，隸屬於鹽水港廳。1909年（明治四十二年）10月25日，全台合併二十廳為十二廳，東後藔區改隸屬於嘉義廳。1920年（大正九年）10月1日，全台地方制度大改正，廢十二廳改設五州二廳，該庄改制為「溪洲」大字，隸屬於臺南州東石郡義竹庄。
戰後義竹庄改制為義竹鄉，隸屬於臺南縣，大字亦改制為村。1950年10月25日，雲、嘉、南分治，義竹鄉改隸屬嘉義縣。

## 聚落
本地區發展較早的聚落有上溪洲、下溪洲等，在日治期初期的官方地圖上已有記載。

## 交通
省道台19線又稱「中央公路」，是彰化至永康的幹道，經過本地區下溪洲聚落東郊。由該道路北行可前往朴子市、六腳鄉、雲林縣北港鎮、元長鄉等地，南行可前往義竹鄉市區、臺南市鹽水區、學甲區、佳里區等地。
鄉道嘉22線是崩山至龜佛山的道路，經過本地區上溪洲聚落西郊。
鄉道嘉34線是上溪洲至下潭的道路，其西側端點（起點）位於本地區上溪洲聚落西郊的鄉道嘉22線路口。